# Leptepania insularis
Leptepania insularis là một loài bọ cánh cứng trong họ Cerambycidae.